# Psychotria hathewayi
Psychotria hathewayi är en måreväxtart som beskrevs av Francis Raymond Fosberg. Psychotria hathewayi ingår i släktet Psychotria och familjen måreväxter. Inga underarter finns listade i Catalogue of Life.